# سد دوكان

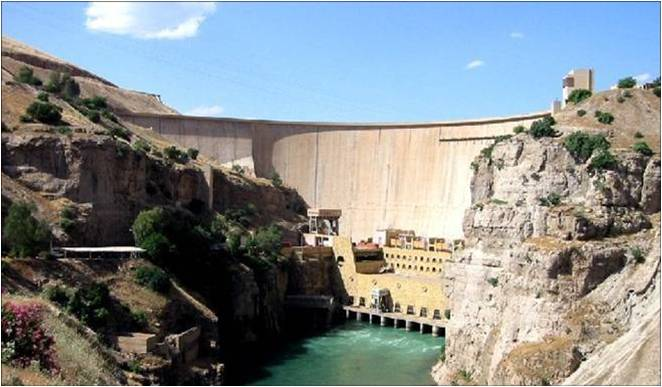
سد دوكان

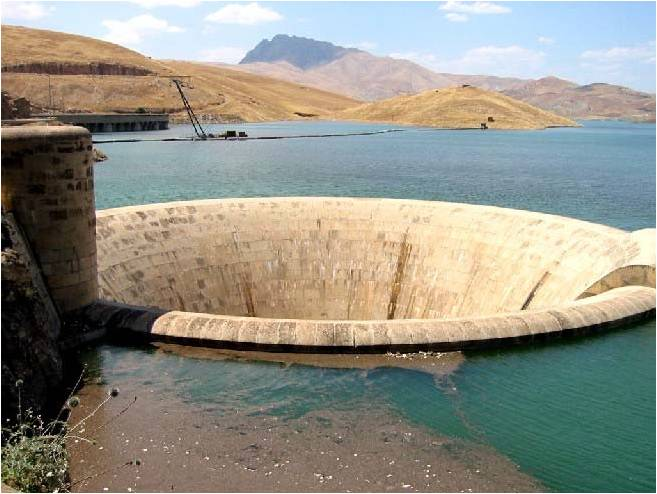
المسيل القمعي للسد

سد دوكان (بالكردية: بەنداوی دووکان، Bendava Dûkan‏) هو سد يقع على نهر الزاب الصغير ضمن محافظة السليمانية، كردستان العراق. يقع على مسافة 60 كيلومترا شمال غرب مدينة السليمانية وعلى بعد 100 كيلومتر من مدينة كركوك وهو سد خرساني مقوس نصف قطره 120 متر وطول قمته 360 متر. بدأ في بناء السد عام 1954 وأنجز عام 1959 وهو أول سد في العراق.

## مصيف دوكان
يعتبر مصيف سد دوكان من المصايف السياحية المتميزة في إقليم كردستان والعراق ككل بسبب وجود بحيرة دوكان حيث المناظر الخلابة والطبيعة الجميلة، كما أن درجات الحرارة فيه تجعل من أجواءه ربيع دائم حتى في فصل الشتاء.

## لحظات تاريخية
- في عام 1988 امتلى السد لأول مرة منذ إنشائه عام 1959 وعبرت المياه من المسيل القمعي للسد.
- في 2 نيسان 2019 امتلى السد ثاني مرة منذ إنشائه وعبرت المياه من المسيل القمعي للسد.[3]